# Distretto di Tangwanghe
Il distretto di Tangwanghe (汤旺河区S, Tāngwànghé QūP) è un distretto della Cina, situato nella provincia di Heilongjiang e amministrato dalla prefettura di Yichun.